# Зозуля короткокрила
Зозу́ля короткокрила (Cuculus micropterus) — вид птахів з родини зозулевих (Cuculidae).

## Поширення
Вид поширений на Індійському субконтиненті та в Південно-Східній Азії. Ареал простягається від Індії, Бангладеш, Бутану, Непалу та Шрі-Ланки на схід до Індонезії та на північ до Китаю та Росії. Це одиночний і сором’язливий птах, який трапляється в тропічних лісах і відкритому бореальному лісі на висоті до 3600 м.